# Parancistrocerus striatus
Parancistrocerus striatus är en stekelart som först beskrevs av Fox 1902.  Parancistrocerus striatus ingår i släktet Parancistrocerus och familjen Eumenidae. Inga underarter finns listade i Catalogue of Life.